# (20565) 1999 RR123
A (20565) 1999 RR123 a Naprendszer kisbolygóövében található aszteroida. A LINEAR projekt keretében fedezték fel 1999. szeptember 9-én.